# Linha Violeta do Metropolitano de Lisboa
A Linha Violeta é a primeira linha de metro de superfície construída e operada pelo Metropolitano de Lisboa, em Portugal, a qual ligará o Hospital Beatriz Ângelo ao Infantado num trajeto semi-circular que cruzará a Linha Amarela na sua estação terminal, Odivelas, e que servirá como ligação principal entre os concelhos de Loures e Odivelas. Contará com 17 estações espalhadas ao longo de 12 km de linha maioritariamente à superfície.
O lançamento do primeiro concurso para a empreitada de conceção e construção e para a aquisição do material circulante ocorreu no primeiro trimestre de 2024, após a conclusão do procedimento de Avaliação de Impacte Ambiental e a emissão da respetiva Declaração de Impacte Ambiental. Prevê-se que o sistema esteja operacional no 2º semestre de 2029.

## História
No dia 5 de julho de 2021, as câmaras municipais de Loures e Odivelas assinaram um protocolo com o Metropolitano de Lisboa com vista ao desenvolvimento desta linha.
No dia 30 de julho de 2021, foi publicado, em Diário da República, o diploma que procede à alteração do quadro jurídico da concessão do Metropolitano de Lisboa, o qual permite assim que a empresa possa construir e operar linhas de metro de superfície.
No dia 4 de janeiro de 2023, deu-se início ao processo de Avaliação de Impacte Ambiental do projeto de construção desta linha.
No dia 24 de fevereiro de 2023, foi anunciada uma derrapagem quer no prazo de execução quer no custo de construção desta linha.
No dia 4 de agosto de 2023, foi anunciada a alteração da localização do Parque de Material e Oficinas, da ponta nascente da Linha Violeta, na zona do Infantado entre a A8 e a N115, para junto do Hospital Beatriz Ângelo. Foram também anunciadas alterações na localização das estações "Planalto da Caldeira", a ser construída numa área anexa ao parque de estacionamento do Centro Comercial Continente de Loures, e "Hospital Beatriz Ângelo", a ser construída mais perto da unidade de saúde de forma a facilitar o acesso à mesma, e a supressão das estações "Infantado" e "Quinta de São Roque", passando assim a Linha Violeta a terminar na estação "Várzea de Loures", junto ao Centro Comercial LoureShopping.
No dia 16 de novembro de 2023, foi anunciada a autorização de despesa na ordem dos 527,3 milhões de euros para financiamento das obras de construção da Linha Violeta, 390 milhões dos quais suportados pelo Plano de Recuperação e Resiliência, como empréstimo, e 137,3 milhões provenientes do Orçamento do Estado para 2024. Foi também atualizada a extensão da linha de 12 km para 11,5 km.
No dia 15 de março de 2024, foi lançado o concurso público para a construção desta linha, fornecimento de veículos para a mesma e aquisição de serviços de manutenção. O valor base do concurso foi de 450 milhões, mais IVA. Segundo este concurso o metro ligeiro de superfície entre Odivelas e Loures deveria estar operacional até ao final de 2026.
No dia 8 de novembro de 2024, foi revelado no relatório preliminar do júri do concurso público de construção desta linha que nenhuma das propostas apresentadas foi validada. Das três propostas recebidas, a proposta da Masterstylo - Electricidade e Telecomunicações Lda. apresentava um preço de 450 milhões de euros mas não incluía grande parte da documentação necessária, já as propostas dos consórcios Mota-Engil — Engenharia e Construção / SPIE Batignolles Internacional — Sucursal em Portugal e Zagope — Construções e Engenharia, S.A. / COMSA — Instalaciones y Sistemas Industriales, S.A. / Fergrupo — Construções e Técnicas Ferroviárias, S.A. apresentavam ambas valores superiores ao preço base de 450 milhões de euros, com possibilidade de ir até aos 495 milhões de euros, de 675 milhões de euros e de 637 milhões de euros, respetivamente.
No dia 28 de novembro de 2024, foi anunciado o cancelamento da adjudicação da empreitada de construção desta linha.
A 14 de abril de 2025, foi anunciado pelos autarcas de Loures e Odivelas que o início de construção desta linha iria ocorrer ainda durante o ano de 2025, com início de operação prevista para 2029.
A 15 de abril de 2025, foi lançado novamente o concurso público para a construção desta linha, fornecimento de veículos para a mesma e aquisição de serviços de manutenção. O valor base do concurso é agora de 600 milhões, mais IVA. O metro ligeiro de superfície entre Odivelas e Loures deverá estar operacional em 2029.
A 16 de julho de 2025, foi anunciada a receção de quatro propostas ao concurso público para construção, fornecimento de veículos e manutenção do metro ligeiro de superfície. Os concorrentes deste novo concurso são a Masterstylo - Electricidade e Telecomunicações Lda., com um preço de 600 milhões de euros, o consórcio Mota-Engil — Engenharia e Construção / Zagope — Construções e Engenharia, S.A. / SPIE Batignolles Internacional, com um preço de 598,9 milhões de euros, o consórcio Teixeira Duarte / Casais / Tecnovia / EPOS / Somafel / Jayme da Costa, com um preço de 716,1 milhões de euros, e o consórcio FCC Construcción / Contratas y Ventas / COMSA / COMSA — Instalaciones y Sistemas Industriales, S.A. / Fergrupo — Construções e Técnicas Ferroviárias, S.A., com um preço de 630 milhões de euros.

### Projetos anteriores
Uma ferrovia ligeira ligando circularmente os subúrbios a noroeste de Lisboa, em Portugal (mun. Loures, Odivelas, Amadora, e Oeiras), frequentemente identificada com o nome genérico Metro Ligeiro de Superfície, tem sido ideia ventilada em meios oficiais desde os finais do séc. XX, mas nunca construída.

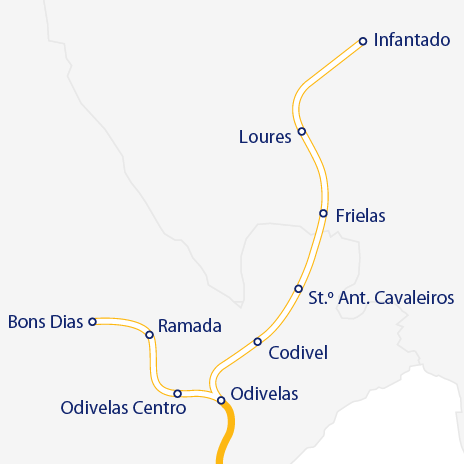
Mapa das extensões propostas para o término norte da do Metropolitano de Lisboa por volta de 2006, parcialmente coincidente com o traçado da Linha Violeta.

O troço Amadora-Algés (no âmbito do Metro Ligeiro de Superfície - Circular Exterior) era apresentado em 2004 como estando já "em projeto", contrastando com o estágio menos desenvolvido ("em estudo") da restante rede proposta: Amadora-Odivelas, Loures-Odivelas, e os ramais a Queluz, Carnide, Linda-a-Velha, e Hospital Beatriz Ângelo. Simultaneamente eram apresentados no mesmo estágio de concretização as extensões do Metropolitano de Lisboa ao Aeroporto, concluída em 2012, e a Alcântara, projeto entretanto adiado.
Parte das zonas abrangidas pela Linha Violeta também se encontravam contempladas em planos anteriores e contemporâneos ao prolongamento da Linha Amarela para norte, nomeadamente em 2009 — através de dois ramais, um para os Bons Dias, passando pelo centro de Odivelas e Ramada, e outro para o Infantado, passando pelo Bairro do Codivel, Santo António dos Cavaleiros, Frielas e Loures.

## Projeto

### Estações
Das 17 estações, 9 ficarão localizadas no concelho de Loures, nas freguesias de Loures e Santo António dos Cavaleiros e Frielas, e 8 ficarão localizadas no concelho de Odivelas, nas freguesias de Póvoa de Santo Adrião e Olival Basto, Odivelas e Ramada e Caneças. Existirão 12 estações construídas à superfície, com mais 3 construídas de forma subterrânea e outras 2 construídas recorrendo a trincheira.
Dos 11,5 km de extensão, 6,4 km serão construídos em território do município de Loures e 5,1 km em território do município de Odivelas. A vasta maioria dos troços será à superfície (7,6 km), contanto também com quatro troços em túnel (3,7 km), alguns troços em viaduto (0,4 km) e em trincheira (0,4 km). 
O percurso entre Odivelas e o final da linha, no Infantado, deverá demorar cerca de 20 minutos.

### Parque de Material e Oficinas
O Parque de Material e Oficinas (PMO) da Linha Violeta ficará localizado próximo do Hospital Beatriz Ângelo

### Material Circulante
Uma vez que esta linha é totalmente diferente das outras 4 linhas do Metropolitano de Lisboa, é necessária a aquisição de material circulante distinto. Os novos veículos serão semelhantes aos que existem no Metro do Porto e no Metro Transportes do Sul, sendo igualmente abastecidos por fio aéreo (catenária) em vez do tradicional terceiro carril eletrificado. Numa primeira fase serão adquiridos um total de 12 veículos.

### Investimento
Inicialmente, os 250 milhões de euros necessários para a concretização da construção da Linha Violeta iriam provir exclusivamente do Plano de Recuperação e Resiliência. No entanto, a construção desta linha irá custar mais 140 milhões de euros do que inicialmente previsto devido ao aumento dos custos com materiais e a algumas alterações ao projeto, nomeadamente a construção de estações subterrâneas onde antes se planeavam estações de superfície. O valor extra necessário poderá provir diretamente do Orçamento de Estado, de empréstimos do Plano de Recuperação e Resiliência ou de linhas de crédito do Banco Europeu de Investimento.
Numa nova revisão dos custos do projeto, o investimento toral deverá ficar nos 527,3 milhões de euros, valor esse proveniente de empréstimos do Plano de Recuperação e Resiliência e do Orçamento do Estado para 2024.